# Terespol (gemeente)
De gemeente Terespol is een landgemeente in het Poolse woiwodschap Lublin, in powiat Bialski.
De zetel van de gemeente is in Terespol.
Op 30 juni 2004 telde de gemeente 7097 inwoners.

## Oppervlakte gegevens
In 2002 bedroeg de totale oppervlakte van gemeente Terespol 141,31 km², waarvan:
- agrarisch gebied: 73%
- bossen: 14%

De gemeente beslaat 5,13% van de totale oppervlakte van de powiat.

## Demografie
Stand op 30 juni 2004:
| Omschrijving                   | Totaal | Totaal | Vrouwen | Vrouwen | Mannen | Mannen |
| ------------------------------ | ------ | ------ | ------- | ------- | ------ | ------ |
| eenheid                        | aantal | %      | aantal  | %       | aantal | %      |
| inwoners                       | 7097   | 100    | 3642    | 51,3    | 3455   | 48,7   |
| bevolkingsdichtheid (inw./km²) | 50,2   | 50,2   | 25,8    | 25,8    | 24,4   | 24,4   |

In 2002 bedroeg het gemiddelde inkomen per inwoner 1418,95 zł.

## Administratieve plaatsen (sołectwo)
Bohukały, Dobratycze-Kolonia, Kobylany, Koroszczyn, Kołpin-Ogrodniki, Krzyczew, Kukuryki, Kużawka, Lebiedziew, Lechuty Duże, Lechuty Małe, Łęgi, Łobaczew Duży, Łobaczew Mały, Małaszewicze, Małaszewicze Duże, Małaszewicze Małe, Michalków, Murawiec, Neple, Podolanka, Polatycze, Samowicze, Starzynka, Zastawek

## Overige plaatsen
Błotków Duży, Błotków Mały, Koroszczyn-Kolonia, Kosomina, Lebiedziew-Kolonia, Łany, Majątek, Miasteczko, Michalków-Kolonia, Mieszczany, Morderowicze, Ogródki Łobaczewskie, Rogatka, Surowo, Włóczki, Wzgórek, Żuki.

## Aangrenzende gemeenten
Kodeń, Piszczac, Rokitno, Zalesie. De gemeente grenst aan Wit-Rusland.